# Rinkenæs Sogn
Rinkenæs Sogn er et sogn i Sønderborg Provsti (Haderslev Stift).

## Historie
Rinkenæs Sogn nævnes første gang i 1335, hvor biskop Hilmsbert af Slesvig skænkede Domkapitlet i Slesvig al den jord, han ejede i Rinkenæs.  I den tyske tid var Rinkenæs Sogn et amtsdistrikt.
Folkeafstemningen ved Genforeningen i 1920 gav i Rinkenæs Sogn 582 stemmer for Danmark, 283 for Tyskland. Af vælgerne var 73 tilrejst fra Danmark, 141 fra Tyskland. 
Rinkenæs Sogn hørte til Lundtoft Herred i Aabenraa Amt. Rinkenæs sognekommune blev ved kommunalreformen i 1970 indlemmet i Gråsten Kommune, der ved strukturreformen i 2007 indgik i Sønderborg Kommune.

## Kirker
I Rinkenæs Sogn ligger Rinkenæs Gamle Kirke, som er fra o. 1155 og ligger ensomt 2 km nordvest for den nuværende Rinkenæs by, og Rinkenæs Korskirke, der blev opført i stationsbyen i 1929-32.

## Geografi
I sognet findes følgende autoriserede stednavne:
- Alnor (bebyggelse)
- Buskmose (gård) er fra 1475, da gården nævnes i et arveskifte efter den nordslesvigske godsbesidder Emmike Esbernsen. Gården fik i 1880'erne en ny hovedbygning.
- Benniksgaard (gård) tilhørte indtil midten af 18. århundrede Bennik. Fra 1904 tilhørte ejendommen klosterkamret i Hannover. Benniksgaard er nu hotel og restaurant.
- Bækbjerg (bebyggelse) er en lukket villavej i Rinkenæs Nederby.
- Bækken (bebyggelse, ejerlav) ligger sydøst for Rinkenæs mellem hovedvej A8 og fjordvejen. Her lå i 1911-1960 Bækken Skole, som nu er lejrskole.
- Dalsgård (bebyggelse) syd for Rinkenæs var tidligere en større gård under Gråsten Gods. I nærheden ligger Rinkenæs Forfyr fra 1896.
- Dalsmark (bebyggelse) sydvest for Korskirken er nu et villakvarter med Dalsmark Plejehjem.
- Hovgård (bebyggelse)
- Højmark (bebyggelse)
- Kamp (bebyggelse)
- Knudsmade (bebyggelse)
- Lyshøj (bebyggelse)
- Markbæk (bebyggelse)
- Munkemølle (bebyggelse)
- Mørkhøj (bebyggelse)
- Nederby (bebyggelse)
- Overby (bebyggelse)
- Ravnsbjerg (bebyggelse)
- Rinkenæs (bebyggelse, ejerlav)
- Rinkenæs Mark (bebyggelse)
- Sandager (bebyggelse)
- Spangbæk (bebyggelse)
- Stranderød (bebyggelse)
- Toft (bebyggelse)
- Trappen (bebyggelse)
- Volsballe (bebyggelse)
- Årsbjerg (bebyggelse)

Sognet er kuperet. Mod nord er der meget skov og mod syd ligger Flensborg Fjord, og Gendarmstien.

## Rapanden
Rinkenæs Sogn er kendt fra Halfdan Rasmussens sang Rapanden Rasmus fra Rinkenæs Sogn med musik af Axel Brüel.